# Anser indicus
L'oca indiana (Anser indicus) è un'oca che nidifica in Asia centrale in colonie di migliaia di esemplari nei pressi dei laghi montani. Depone 3-8 uova in un nido sul suolo.

## Descrizione
Questo uccello è generalmente di colore grigio pallido e si distingue facilmente da ogni altra oca grigia del genere Anser per le caratteristiche barre sulla testa, da cui deriva il nome in inglese (Bar-headed Goose). In volo, emette un richiamo simile al suono di un clacson, verso tipico delle oche.
Qualche volta è stata separata dal genere Anser, che non ha nessun membro endemico nella regione indiana e nemmeno nelle regioni etiopica, australiana o neotropicale, ed è stata classificata nel genere monotipico Eulabeia.
L'habitat estivo preferito è quello degli elevati laghi d'altitudine, dove gli uccelli pascolano tra l'erba bassa. Subiscono la predazione delle cornacchie, delle volpi, dei corvi, delle aquile di mare e di altri predatori. La popolazione totale, comunque, sta aumentando di numero.

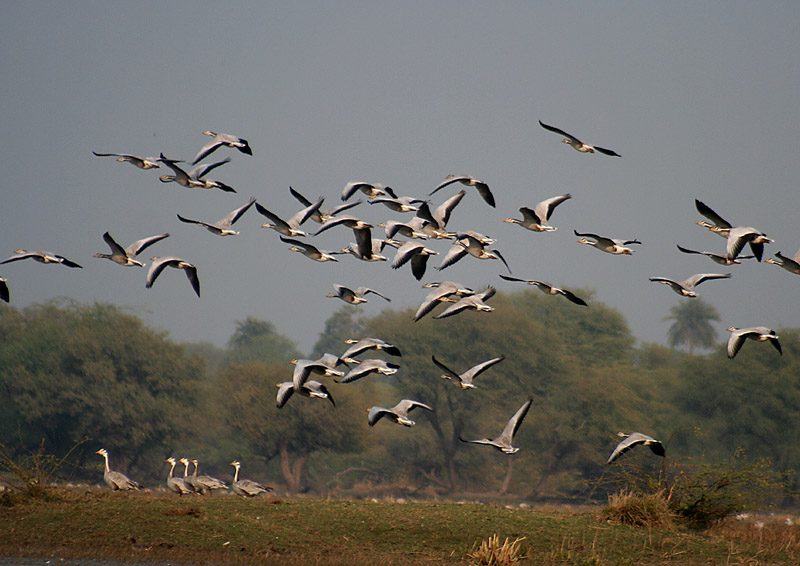
Decollo a Bharatpur, nel Rajasthan, India.

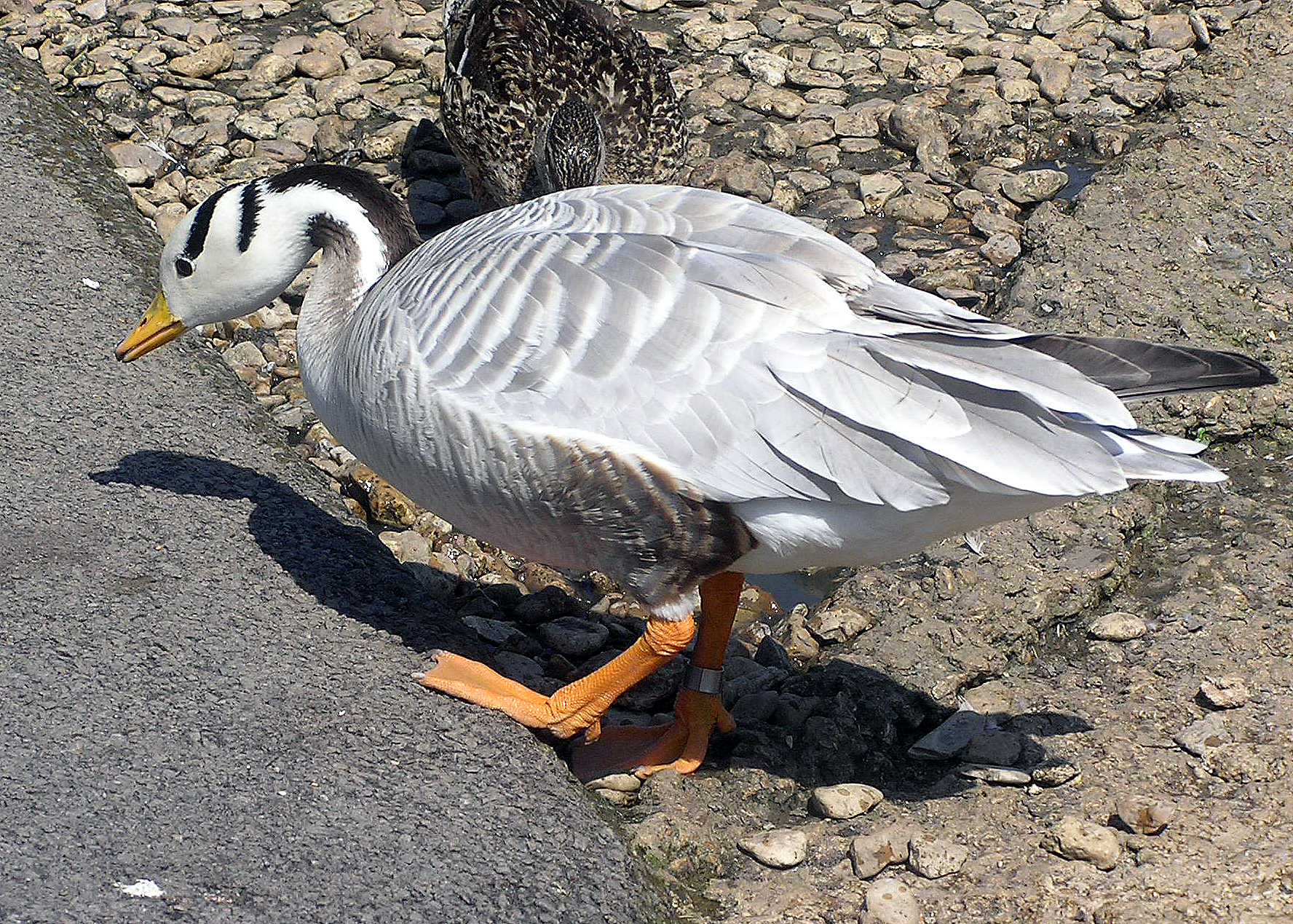
Oca indiana, Anser indicus, al Centro degli Uccelli Selvatici e delle Aree Paludose di Slimbridge, Inghilterra

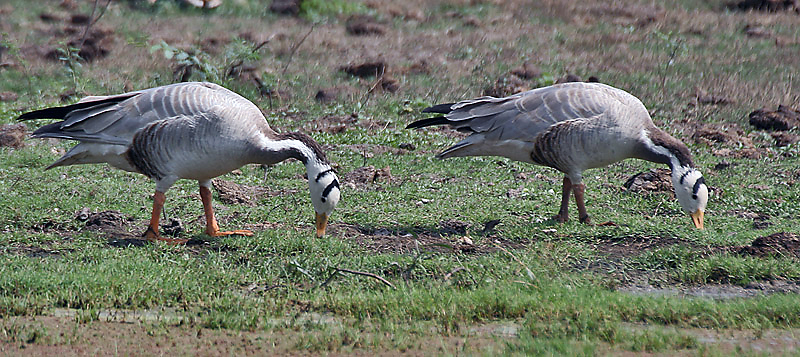
Nel parco nazionale di Keoladeo, a Bharatpur, nel Rajasthan, India.

L'oca indiana migra oltre l'Himalaya per trascorrere l'inverno in India, Assam, Birmania settentrionale e negli acquitrini del Pakistan. L'habitat invernale dell'oca indiana sono i terreni coltivati, dove questi uccelli si nutrono di orzo, riso e frumento, danneggiando le colture.
L'oca indiana è ritenuta l'uccello che vola più in alto. Secondo alcune voci è stata avvistata in volo sopra le più alte vette dell'Himalaya, cioè oltre gli 8.800 metri. Uno studio della Royal Society condotto nel 2012 ha però accertato un'altezza massima di 7.290 m (durante la migrazione verso sud) e nel 95% dei casi l'altezza rimaneva al di sotto dei  5.490 metri. Uno studio del 2019 ha però dimostrato la capacità fisiologica dell'oca indiana di volare in condizioni di ipossia simili a quelle rilevabili sull'Himalaya, tramite esperimenti in galleria del vento: l'animale è in grado di alterare il proprio metabolismo e di abbassare la propria temperatura venosa per sopperire alla scarsità d'ossigeno.
Queste altitudini sono comunque molto notevoli, considerando che alla quota di 7.000 m la densità atmosferica è meno della metà di quella al livello del mare, e la temperatura è molto bassa. Queste prestazioni sono rese possibili principalmente da due fattori: l'estensione delle ali (l'oca indiana ha un'apertura alare più grande di quella di altre oche di pari peso) e la concentrazione di emoglobina nel sangue (anch'essa maggiore nell'oca indiana rispetto alle altre oche), che consente un più efficiente trasporto di ossigeno nei tessuti muscolari.
L'oca indiana è considerata un bellissimo uccello ornamentale, e viene spesso allevata in cattività, dove si riproduce facilmente e dalla quale, qualche volta, fugge. Gli avvistamenti in Gran Bretagna sono frequenti, e quasi certamente sono in relazione con queste fughe; comunque, in anni recenti la specie si è riprodotta in alcune occasioni e nel 2002 (anno del più recente rapporto disponibile del Rare Birds Breeding Panel) vennero registrate circa cinque coppie. È probabile che la specie si stia gradualmente stabilendo in questo Paese. Questi uccelli sono socievoli e non causano alcun problema agli altri uccelli. Si crede che la popolazione selvatica stia diminuendo a causa della caccia indiscriminata.

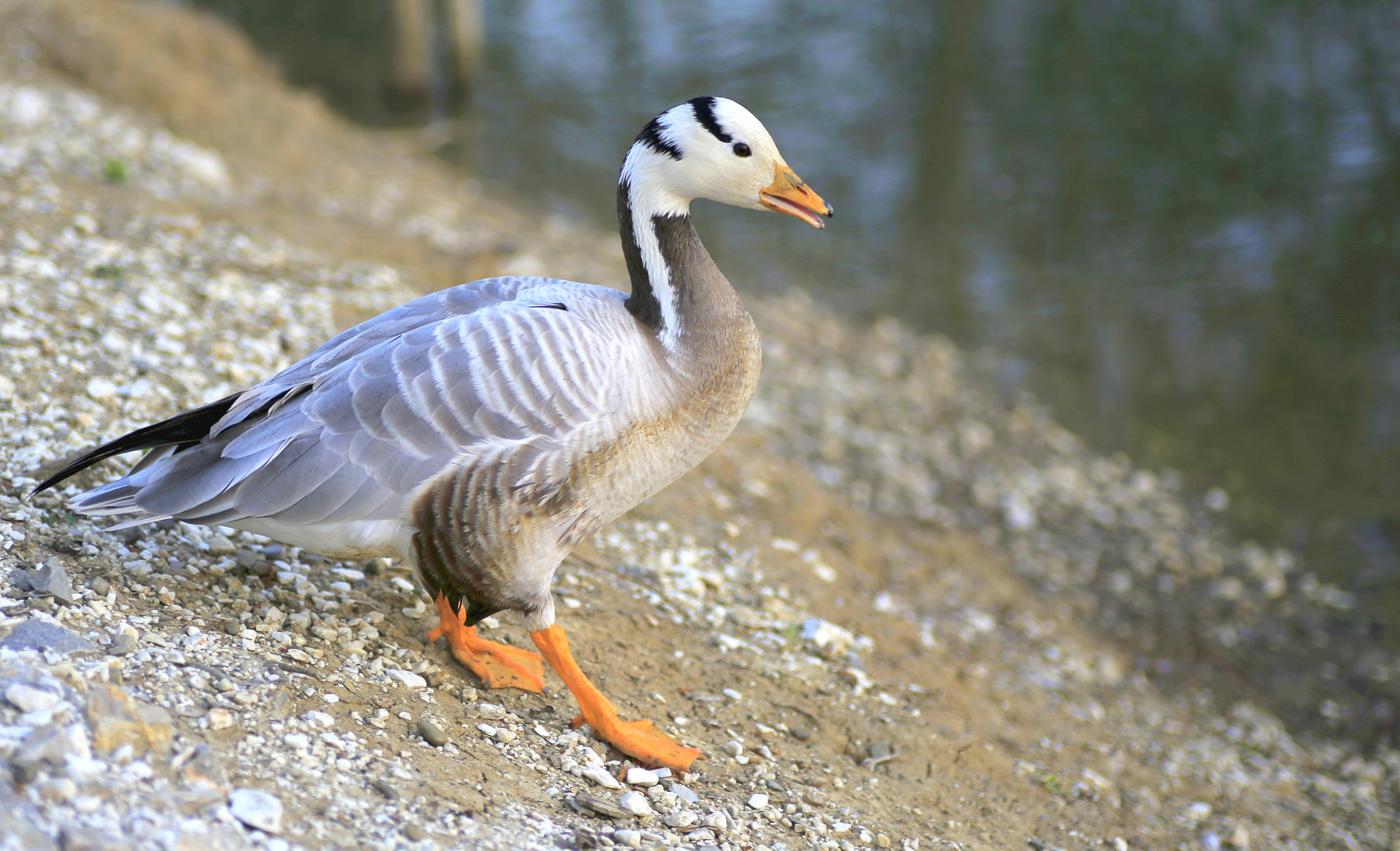
esemplare allo stato libero nel parco Chico Mendes in Toscana

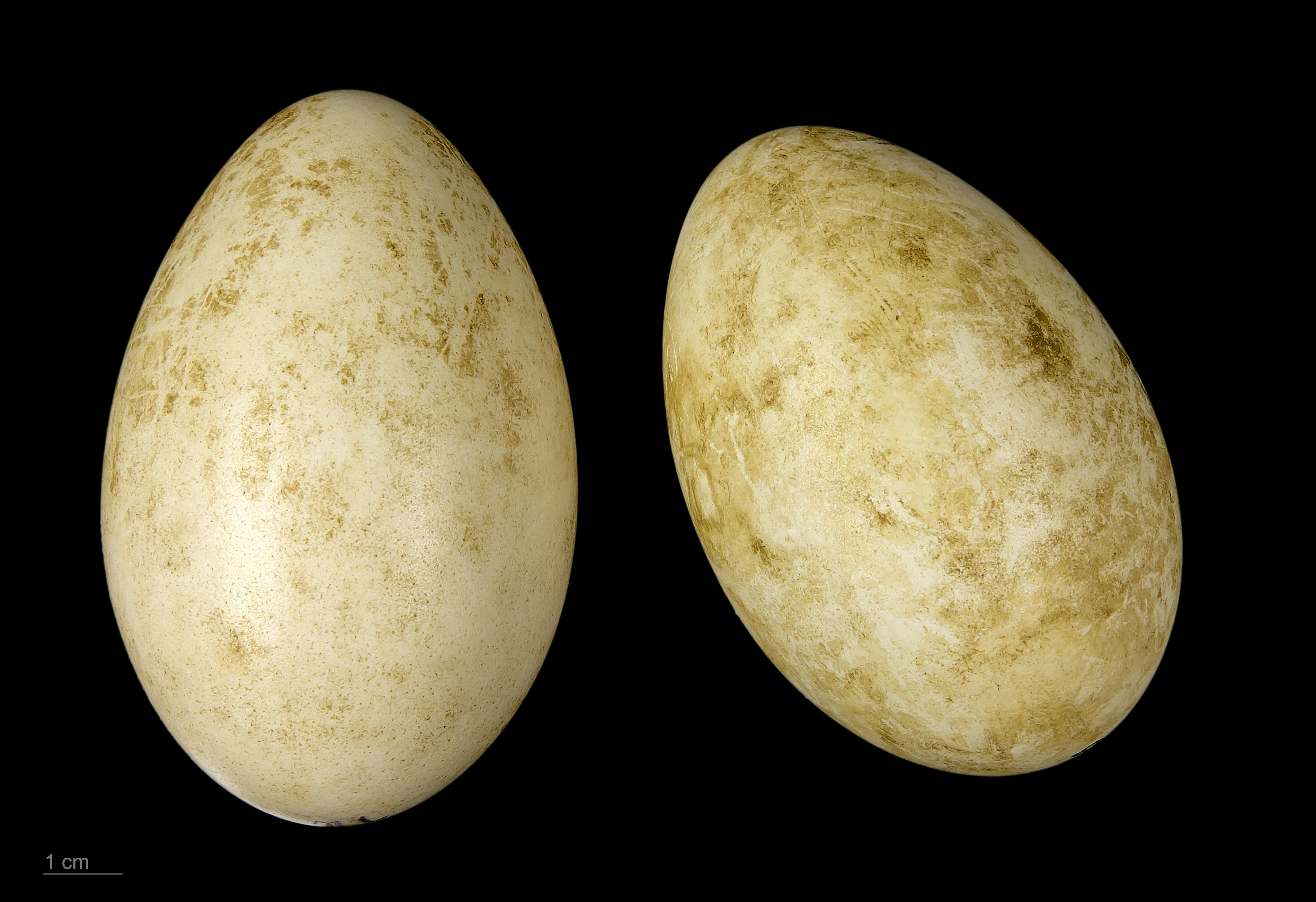
Anser indicus